# Fafá de Belém
Pour les articles homonymes, voir Belém (homonymie).
Maria de Fátima Palha de Figueiredo, dite Fafá de Belém, née à Belém (Pará) le 9 août 1956, est une chanteuse, compositrice et actrice brésilienne.
Sa célébrité devient internationale à partir de la moitié des années 1970, quand la chanson Fils de Bahia, qu'elle chante, est introduite dans la bande-son de la telenovela Gabriela (pt).

## Biographie
Née en 1956 de Joaquim de Figueiredo, avocat, et de Eneida Palha, elle est issue d'une famille de la classe moyenne de Belém ; depuis toute petite, elle fait des petit shows dans des réunions de famille. Dans sa jeunesse, elle s'enfuit de chez elle pour jouer et chanter avec ses amis artistes dans des cafés et boîtes de nuit.
En 1973, elle rencontre Roberto Santana, producteur du Quinteto Violado (pt), qui lui conseille de s'investir dans une carrière discographique.
Le 5 mars 1980, elle devient mère de sa fille unique, Mariana (pt), également chanteuse, née de sa relation avec le chanteur Raul Mascarenhas (pt). En 2011 et 2016, Mariana lui donne deux petites-filles, Laura et Julia.
Durant sa carrière, elle est venue à inclure dans son répertoire des genres plus populaires comme le sertanejo, le brega et surtout la lambada, mais aussi des genres romantiques. En 2015, le disque "Do tamanho certo para o meu sorriso" célèbre ses quarante ans de carrière artistique.

## Discographie

### Album
- 1976 - Tamba-Tajá
- 1977 - Água
- 1978 - Banho de Cheiro
- 1979 - Estrela Radiante
- 1980 - Crença
- 1982 - Essencial
- 1983 - Fafá de Belém
- 1985 - Aprendizes da Esperança
- 1986 - Atrevida
- 1987 - Grandes Amores (pt)
- 1988 - Sozinha
- 1989 - Fafá
- 1990 - Fafá (Epagnol)
- 1991 - Doces Palavras
- 1992 - Meu Fado (pt)
- 1993 - Do Fundo do Meu Coração
- 1994 - Cantiga Para Ninar Meu Namorado
- 1996 - Pássaro Sonhador
- 1998 - Coração Brasileiro
- 2000 - Maria de Fátima Palha de Figueiredo
- 2002 - Fafá de Belém do Pará - O canto das águas
- 2005 - Tanto mar - Fafá de Belém canta Chico Buarque
- 2006 - Tanto mar - Fafá de Belém canta Chico Buarque (Italie)
- 2015 - Do Tamanho Certo para o Meu Sorriso

### Live
- 1995 - Fafá ao Vivo
- 2002 - Piano e voz - ao vivo '
- 2007 - Fafá de Belém - ao vivo
- 2017 - Do Tamanho Certo para o Meu Sorriso - Ao Vivo

## Théâtre
| Année | Títre                                   | Personnage |
| ----- | --------------------------------------- | ---------- |
| 1973  | Tem Muita Goma no Meu Tacacá            | Fátima     |
| 1974  | Os Sete Gatinhos                        | Silene     |
| 2011  | Paixão de Cristo de Nova Jerusalém (pt) | Marie      |

## Filmographie
| Année | Titre          | Personnage |
| ----- | -------------- | ---------- |
| 2004  | Garotas do ABC | Solange    |
| 2014  | Encantados     | Alaci      |

| Année | Titre                                          | Personnage                  |
| ----- | ---------------------------------------------- | --------------------------- |
| 1983  | Plunct, Plact, Zuuum                           | Sirena                      |
| 2007  | Caminhos do Coração                            | Ana Gabriela dos Santos Luz |
| 2008  | Os Mutantes: Caminhos do Coração - Os Mutantes |                             |
| 2012  | Ídolos (7ª série)                              | Giurata                     |
| 2017  | A Força do Querer                              | Almerinda des Anges         |
| 2021  | Papa, c'est toi ?                              | Mãe Lua                     |

## Distinctions
- 2011 : Médaille Mérito Turístico de Portugal[2]
- 2015 : Prêmio da Música Brasileira, pour le disque "Do tamanho certo para o meu sorriso"

## Autres images

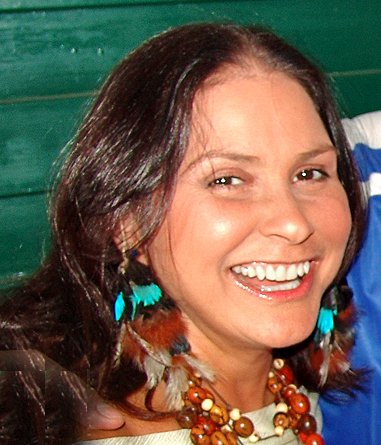
Fafá en 2007.